# مسجد وکیل (کرمان)
مسجد وکیل کرمان در بازار وکیل قرار گرفته و بخشی از مجموعه وکیل است که در سال ۱۱۸۷ هـ. ق از سوی محمد اسماعیل خان نوری وکیل الملک بنا شده و دوره اخیر بازسازی و تعمیر شده‌است. ورودی آن در بازار قرار دارد. 

## معماری
سردر ورودی مسجد دارای مقرنس کاری جالبی از کاشی است. حیاط شمالی مسجد که در اصلی مسجد به آن باز می‌شود سنگفرش شده و در تعمیرات دوره اخیر نماهای آن با کاشیکاری و آجر کاری تزئین شده‌است. مسجد دارای ۲ شبستان قدیم و جدید است. شبستان اصلی و قدیمی دارای پوشش گنبدی و کاشیکاری معرق زیبا و ستون‌های آجری است و در ضلع غربی آن محرابی با تزئینات کاشی خشتی دوره قاجار قرار دارد و شبستان جدید در دوره اخیر و با مصالح جدید ساخته شده‌است.